# Henrik Leth
Henrik Leth (11. december 1930 – 28. januar 2008) var referent på Klampenborg Galopbane gennem 47 år, og hans stemme var en af landets mest kendte via radio- og tv-reportager. Det var i denne egenskab, at han var kendt, men han var derudover chef i Tryg Forsikring. 
Henrik Leth opnåede at blive parodieret af Thomas Eje i et Linie 3-show, og DR lavede et tv-program om Leth. Desuden medvirkede han i reklamer.